# Pachyramphus
Pachyramphus és un gènere d'ocells de la família dels titírids (Tityridae).

## Taxonomia
Segons la Classificació del Congrés Ornitològic Internacional (versió 12.2, 2022) aquest gènere està format per 17 espècies:
- Pachyramphus versicolor - becard barrat.
- Pachyramphus xanthogenys - becard caragroc.
- Pachyramphus viridis - becard olivaci.
- Pachyramphus spodiurus - becard pissarrós.
- Pachyramphus rufus - becard cendrós.
- Pachyramphus minor - becard de Lesson.
- Pachyramphus aglaiae - becard gorja-rosat.
- Pachyramphus niger - becard de Jamaica.
- Pachyramphus homochrous - becard unicolor.
- Pachyramphus validus - becard crestat.
- Pachyramphus surinamus - becard de Surinam.
- Pachyramphus cinnamomeus - becard canyella.
- Pachyramphus castaneus - becard castany.
- Pachyramphus major - becard de Mèxic.
- Pachyramphus marginatus - becard de capell.
- Pachyramphus polychopterus - becard alablanc.
- Pachyramphus albogriseus - becard blanc-i-negre.

Tanmateix, segons el Handook of the Birds of the World i la quarta versió de la BirdLife International Checklist of the birds of the world (Desembre 2019), aquest gènere conté 19 espècies, car es considera que les subespècies P. viridis griseigularis i P. major uropygialis
constitueixen espècies separades. Segons aquest altre criteri, s'hauria de considerar:
- Pachyramphus viridis (stricto sensu) - Becard olivaci
- Pachyramphus griseigularis - Becard galtaverd.
- Pachyramphus major (stricto sensu) - becard de Mèxic oriental.
- Pachyramphus uropygialis - becard de Mèxic occidental.